# Josie Rourke
Josie Rourke (Salford, 3 settembre 1976) è una regista e direttrice artistica britannica.

## Biografia
Dopo la laurea all'Università di Cambridge, Rourke ha cominciato a lavorare in campo teatrale ed diventata assistente alla regia della Donmar Warehouse. In questo periodo ha collaborato con i registi Michael Grandage, Nicholas Hytner e Sam Mendes in produzioni come La discesa di Orfeo con Helen Mirren e Boston Marriage con Zoë Wanamaker. Dopo altre esperienze teatrali a Sheffield, al Royal Court Theatre e al Bush Theatre di Londra, Rourke è stata nominata direttrice artistica della Donmar Warehouse nel 2011, un ruolo che ha svolto dal 2012 all'inizio del 2019. Nel 2011 diresse un acclamato revival di Molto rumore per nulla con David Tennant e Catherine Tate nel West End londinese, mentre durante i suoi sette anni alla Donmar Warehouse ha diretto produzioni di grande successo, come Coriolano con Tom Hiddleston (2013) e Les Liaisons Dangereuses con Janet McTeer e Dominic West (2015), una produzione trasferita a Broadway l'anno successivo con Liev Schreiber. Nel 2018 ha fatto il suo debutto cinematografico alla regia del film Maria regina di Scozia con Saoirse Ronan e Margot Robbie.

## Filmografia

### Regista

#### Cinema
- Maria regina di Scozia (Mary Queen of Scots) (2018)
- The Nan Movie (2022)

#### Televisione
- The Vote – film TV (2015)

## Teatro grafia (parziale)

### Regista
- National Theatre Live: Coriolanus (2014)
- National Theatre Live: Les Liaisons Dangereuses (2016)
- National Theatre Live: Saint  Joan (2017)
- Harold Pinter Theatre: LemonsLemonsLemonsLemonsLemons (2023)

### Produttrice
- Donmar Warehouse: Passion Play (2000)
- Donmar Warehouse: Orpheus Descending (2000)
- Donmar Warehouse: The Wrong Side of the Rainbow (2001)
- Donmar Warehouse: Frame 312 (2002)
- Crucible Theatre: Kick for  Touch (2002)
- Liverpool Playhouse: Romeo and Juliet (2002)
- The Vagina Monologues: UK tour (2003)
- Children's Day: Royal Court Theatre (2003)
- World Music: Crucible Theatre (2003)
- The Herd: Royal Court Theatre(2003)
- Loyal Women:Royal Court Theatre (2003)
- Crazyblackmuthfuckin'self: Royal Court Theatre (2003)
- My Dad's a Birdman: Young Vic (2003)
- The Old Vic Theatre: Dead Hand (2004)
- The Junction Theatre, Cambridge: Changed So Much I Don't Know You (2004)
- The Junction Theatre, Cambridge: Butterfly Fingers (2004)
- Crucible Theatre: The Unthinkable (2004)
- Swan Theatre: Believe as You List (2005)
- Crucible Theatre: Much Ado About Nothing (2005)
- The Long an the Short and the  Tall:Lyceum Theatre, Sheffield (2006)
- Flight without End: London Academy of Music and Dramatic Art (2006)
- King John: Swan Theatre, Stratford-upon-Avon (2006)
- The Cryptogram: Donmar Warehouse (2006)
- A Year and a Day: Stephen Joseph Theatre(2006)
- How To Curse : Bush Theatre (2007)
- Tinderbox: Bush Theatre (2008)
- 2,00 Feet Away: Bush Theatre (2008)
- Chicago Shakespeare Theatre: Twelfth Night (2009)
- Bush Theatre: Apologia (2009)
- Bush Theatre: If There Is In Haven't Found It Yet (2009)
- Chicago Shakespeare Theatre: The Taming of the Shrew (2010)
- Bush Theatre: ...like a fishbone... (2010)
- Riverside Studios:  Here (2010)
- Royal National Theatre: Men Should Weep (2010)
- The Old Vic: The 24 Hour Plays (2010)
- Bush Theatre: Sixty-Six Books (2011)
- Donmar Warehouse: The Recruiting Officer (2012)
- Donmar  Warehouse: The Physicists (2012)
- Donmar Warehouse: Bérénice (2012)
- Donmar Warehouse: The Weir (2013)
- Manchester International Festival: The Machine (2013)
- Donmar Warehouse: Coriolanus (2013)
- Donmar Warehouse: Privacy (2014)
- Donmar Warehouse: The Vote (2015)
- Donmar Warehouse: Les Liaisons dangereuses (2015)
- Donmar Warehouse: Saint Joan (2016)
- Donmar Warehouse : Measure for Measure (2018)
- Soho Palace, London: As You Like It (2022)
- Harold Pinter Theatre: LemonsLemonsLemonsLemonsLemons (2023)
- Royal National Theatre: Dancing at Lughnasa (2023)